# Lista vicepreședinților de state din anul 2018
Lista vicepreședinților în anul 2018 se bazează pe Lista statelor lumii și pe Lista de teritorii dependente, așa cum sunt ele cunoscute de la 1 ianuarie 2018 pâna la 31 decembrie 2018.
Gruparea acestora s-a făcut pe baza statutului entitătii pe care o reprezintă după cim urmează State independente recunoscute cvasigeneral, State independente recunoscute parțial de comunitatea internațională, State independente nerecunoscute, Teritorii nesuverane și Guverne alternative și / sau în exil. Vicepreședintele (numele oficial al funcției poate diferi de la stat la stat conform uzanțelor naționale) este  personalitatea politică a cărui primă funcție este de a înlocui președintele  atunci când acesta este absent, demisonat, decedat sau nu este disponibil pentru a-și îndplini atribuțiile indiferent din ce motiv. Pot avea vicepreședinți și teritoriile autonome dependente.

## State independente recunoscute cvasigeneral
| Statul                     | Funcția                                                                                         | Numele | Începând cu                   |
| -------------------------- | ----------------------------------------------------------------------------------------------- | --- | ----------------------------- |
| Afganistan                 | Primul vicepreședinte                                                                           | Abdul Rashid Dostum | 29 septembrie 2014            |
| Afganistan                 | Al doilea vicepreședinte                                                                        | Sarwar Danish | 29 septembrie 2014            |
| Africa de Sud              | Președinți adjuncți (succesivi)                                                                 | David Mabuza | 26 februarie 2018             |
| Africa de Sud              | Președinți adjuncți (succesivi)                                                                 | funcție vacantă | 14 februarie 2018             |
| Africa de Sud              | Președinți adjuncți (succesivi)                                                                 | Cyril Ramaphosa | 26 mai 2014                   |
| Angola                     | Vicepresedințite                                                                                | Bornito de Sousa | 26 septembrie 2017            |
| Argentina                  | Vicepreședinte                                                                                  | Gabriela Michetti | 10 decembrie 2015             |
| Azerbaidjan                | Prim vicepreședintă                                                                             | Mehriban Aliyeva | 21 februarie 2017             |
| Birmania                   | Vicepresedinte                                                                                  | Myint Swe | 30 martie 2018                |
| Birmania                   | Vicepresedinte                                                                                  | funcție vacantă | 21 martie 2018                |
| Birmania                   | Myint Swe </ref>                                                                                | 30 martie 2016 |                               |
| Birmania                   | Vicepresedinte                                                                                  | Henry Van Thio | 30 martie 2016                |
| Birmania                   | Vicepresedinte                                                                                  | funcție vacantă | 30 martie 2018                |
| Birmania                   | Vicepresedinte                                                                                  | Win Myint | 23 martie 2018                |
| Birmania                   | Vicepresedinte                                                                                  | funcție vacantă | 30 martie 2011                |
| Bolivia                    | Vicepreședinte                                                                                  | Álvaro García Linera | 22 ianuarie 2006              |
| Botswana                   | Vicepreședinți (succesivi)                                                                      | Slumber Tsogwane | 4 aprilie 2018                |
| Botswana                   | Vicepreședinți (succesivi)                                                                      | funcție vacantă | 1 aprilie 2018                |
| Botswana                   | Vicepreședinți (succesivi)                                                                      | Mokgweetsi Masisi | 12 noiembrie 2014             |
| Brazilia                   | Vicepreședinte                                                                                  | funcție vacantă | 31 august 2016                |
| Bulgaria                   | Vicepreședintă                                                                                  | Iliana Iotova | 22 ianuarie 2017              |
| Burundi                    | Primul vicepreședinte                                                                           | Gaston Sindimwo | 20 august 2015                |
| Burundi                    | Al doilea vicepreședinte                                                                        | Joseph Butore | 20 august 2015                |
| China (vezi și : §2)       | Vicepreședinți (succesivi)                                                                      | Wang Qishan | 17 martie 2018                |
| China (vezi și : §2)       | Vicepreședinți (succesivi)                                                                      | Li Yuanchao | 14 martie 2013                |
| Cipru                      | Vicepreședinte                                                                                  | funcție vacantă | iulie 1974                    |
| Coasta de Fildeș           | Vicepreședinte                                                                                  | Daniel Kablan Duncan (interimar) | 10 ianuarie 2017              |
| Columbia                   | Vicepreședinți (succesivi)                                                                      | Marta Lucía Ramírez | 1 august 2018                 |
| Columbia                   | Vicepreședinți (succesivi)                                                                      | Oscar Naranjo | 16 martie 2017                |
| Comore                     | Vicepreședinte pentru insula Mohéli                                                             | funcție desființată | 28 august 2018                |
| Comore                     | Vicepreședinte pentru insula Mohéli                                                             | Abdallah Said Sarouma (însărcinat cu Transporturile, Poșta și Telecomunicațiile și Tehnologia Informației și Comunicațiilor)        | 26 mai 2016                   |
| Comore                     | Vicepreședinte pentru insula Grand Comore                                                       | funcție desființată | 28 august 2018                |
| Comore                     | Vicepreședinte pentru insula Grand Comore                                                       | Djaffar Ahmed Said (însărcinat cu Economia, Planificarea, Industria, Meserile, Investitiile, Sectorul Privat și Afacerile funciare) | 26 mai 2016                   |
| Comore                     | Vicepreședinte pentru insula Anjouan                                                            | funcție desființată | 28 august 2018                |
| Comore                     | Vicepreședinte pentru insula Anjouan                                                            | Moustadroine Abdou (însărcinat cu Agricultura, Pescuitul, Mediul, Amenajarea Teritoriului si Urbanismul)                            | 26 mai 2016                   |
| Coreeană, R.P.D.           | Vicepresedinte al Comisiei Afacerilor de Stat                                                   | funcție desființată | 12 aprilie 2018               |
| Coreeană, R.P.D.           | Vicepresedinte al Comisiei Afacerilor de Stat                                                   | Hwang Pyong-so | 26 iunie 2016                 |
| Coreeană, R.P.D.           | Vicepresedinte al Comisiei Afacerilor de Stat                                                   | Choe Ryong Hae | 26 iunie 2016                 |
| Coreeană, R.P.D.           | Vicepresedinte al Comisiei Afacerilor de Stat                                                   | Pak Pong Ju | 26 iunie 2016                 |
| Coreeană, R.P.D.           | Vicepresedinte al Prezidiului Adunării Populare Supreme                                         | Kim Yong Dae | aprilie 2009                  |
| Coreeană, R.P.D.           | Vicepresedinte al Prezidiului Adunării Populare Supreme                                         | Yang Hyong-sop | 5 septembrie 1998             |
| Coreeană, R.P.D.           | Vicepresedinte de onoare al Prezidiului Adunării Populare Supreme                               | Choe Yong Rim | aprilie 2013                  |
| Coreeană, R.P.D.           | Vicepresedinte de onoare al Prezidiului Adunării Populare Supreme                               | Kim Yong Ju | septembrie 2003               |
| Costa Rica                 | Primul vicepreședinte (succesivi)                                                               | Epsy Campbell Barr | 8 mai 2018                    |
| Costa Rica                 | Primul vicepreședinte (succesivi)                                                               | Helio Fallas Venegas | 8 mai 2014                    |
| Costa Rica                 | Al doilea vicepreședinte (succesivi)                                                            | Marvin Rodríguez Cordero | 8 mai 2018                    |
| Costa Rica                 | Al doilea vicepreședinte (succesivi)                                                            | Ana Helena Chacón Echeverría | 8 mai 2014                    |
| Cuba                       | Primi vicepreședinți ai Consiliului de Stat (succesivi)                                         | Salvador Valdés Mesa | 24 februarie 2013             |
| Cuba                       | Primi vicepreședinți ai Consiliului de Stat (succesivi)                                         | Miguel Díaz-Canel | 18 aprilie 2018               |
| Cuba                       | Vicepreședintă a Consilului de Stat                                                             | Gladys María Bejerano Portela | 11 septembrie 2009            |
| Cuba                       | Vicepreședinnți ai Consilului de Stat (succesivi)                                               | Roberto Tomás Morales Ojeda | 18 aprilie 2018               |
| Cuba                       | Vicepreședinnți ai Consilului de Stat (succesivi)                                               | Mercedes Lopez Acea | 24 februarie 2013             |
| Cuba                       | Vicepreședinți ai Consilului de Stat (succesivi)                                                | Inés María Chapman | 18 aprilie 2018               |
| Cuba                       | Vicepreședinți ai Consilului de Stat (succesivi)                                                | Jose Ramon Machado Ventura | 24 februarie 2013             |
| Cuba                       | Vicepreședinte al Consilului de Stat                                                            | Ramiro Valdes Menendez | 20 decembrie 2009             |
| Cuba                       | Vicepreședinte al Consilului de Stat                                                            | Salvador Valdes Mesa | 24 februarie 2013             |
| Cuba                       | Vicepreședintă a Consilului de Stat                                                             | Beatriz Jhonson | 19 aprilie 2018               |
| Dominicană, Republica      | Vicepreședintă                                                                                  | Margarita Cedeño de Fernández | 16 august 2012                |
| Ecuador                    | Vicepreședinți (succesivi)                                                                      | Otto Sonnenholzner | 11 decembrie 2018             |
| Ecuador                    | Vicepreședinți (succesivi)                                                                      | José Augusto Briones (interimar) | 4 decembrie 2018              |
| Ecuador                    | Vicepreședinți (succesivi)                                                                      | María Vicuña | 4 octombrie 2017              |
| Ecuador                    | Vicepreședinți (succesivi)                                                                      | Jorge Glas , | 24 mai 2013 - 2 ianuarie 2018 |
| El Salvador                | Vicepreședinte                                                                                  | Óscar Ortiz | 1 iunie 2014                  |
| Elveția                    | Vicepreședinte                                                                                  | Ueli Maurer | 1 ianuarie 2018               |
| Emiratele Arabe Unite      | Vicepreședinte                                                                                  | Mohammed bin Rashid Al Maktoum | 11 februarie 2006             |
| Filipine                   | Vicepreședintă                                                                                  | Leni Robredo | 30 iunie 2016                 |
| Gabon                      | Vicepresedinte                                                                                  | Pierre-Claver Maganga Moussavou | august 2017                   |
| Gambia                     | Vicepreședinți (succesivi)                                                                      | Ousainou Darboe | 29 iunie 2018                 |
| Gambia                     | Vicepreședinți (succesivi)                                                                      | Fatoumata Tambajang | 22 februarie 2017             |
| Ghana                      | Vicepreședinte                                                                                  | Mahamudu Bawumia | 7 ianuarie 2017               |
| Guatemala                  | Vicepreședinte                                                                                  | Jafeth Cabrera | 14 ianuarie 2016              |
| Guineea Ecuatorială        | Vicepreședinte                                                                                  | Teodoro Nguema Obiang Mangue , | 22 iunie 2016                 |
| Guyana                     | Primul vicepreședinte                                                                           | Moses Nagamootoo | 20 mai 2015                   |
| Guyana                     | Al doilea vicepreședinte                                                                        | Khemraj Ramjattan | 20 mai 2015                   |
| Guyana                     | Al treilea vicepreședinte                                                                       | Carl Greenidge | 20 mai 2015                   |
| Guyana                     | Al patrelea vicepreședinte                                                                      | Sydney Allicock | 19 mai 2015                   |
| Honduras                   | Primul vicepreședinte                                                                           | Ricardo Antonio Alvarez Arias | 27 ianuarie 2014              |
| Honduras                   | A doua vicepreședintă (succesive)                                                               | Olga Margarita Alvarado Rodríguez                                                                                                   | 27 ianuarie 2018              |
| Honduras                   | A doua vicepreședintă (succesive)                                                               | Ana Rossana Guevara Pinto | 27 ianuarie 2014              |
| Honduras                   | A treia vicepreședintă (succesive)                                                              | María Antonia Rivera Rosales | 27 ianuarie 2018              |
| Honduras                   | A treia vicepreședintă (succesive)                                                              | Lorena Enriqueta Herrera Estevez | 27 ianuarie 2014              |
| India                      | Vicepreședinte                                                                                  | Venkaiah Naidu | 11 august 2017                |
| Indonezia                  | Vicepreședinte                                                                                  | Jusuf Kalla | 20 octombrie 2014             |
| Irak · (vezi și : §4)      | Vicepresedinte                                                                                  | funcție vacantă | 2 octombrie 2018              |
| Irak · (vezi și : §4)      | Vicepresedinte                                                                                  | Nouri al-Maliki | 10 octombrie 2016             |
| Irak · (vezi și : §4)      | Vicepresedinte                                                                                  | funcție vacantă | 2 octombrie 2018              |
| Irak · (vezi și : §4)      | Vicepresedinte                                                                                  | Osama al-Nujaifi | 10 octombrie 2016             |
| Irak · (vezi și : §4)      | Vicepresedinte                                                                                  | funcție vacantă | 2 octombrie 2018              |
| Irak · (vezi și : §4)      | Vicepresedinte                                                                                  | Ayad Allawi | 10 octombrie 2016             |
| Iran                       | Prim vicepreședinte                                                                             | Eshaq Jahangiri | 4 august 2013                 |
| Iran                       | Vicepreședinte pentru Afaceri Economice                                                         | Mohammad Nahavandian | 20 august 2017                |
| Iran                       | Vicepreședinte și Șef sl Organizației pentru Plan și Buget                                      | Mohammad Bagher Nobakht | 2 august 2016                 |
| Iran                       | Vicepreședintă pentru Afaceri Legale                                                            | Laaya Joneidi | 9 august 2017                 |
| Iran                       | Vicepreședinte pentru Afaceri Parlamentare                                                      | Hossein-Ali Amiri | 12 iulie 2016                 |
| Iran                       | Vicepreședinte pentru Știință și Tehnologie și Președinte al Fundației pentru Elitele Naționale | Sorena Sattari | 4 octombrie 2013              |
| Iran                       | Vicepreședintă pentru Afacerile Femeilor și Familiei                                            | Masoumeh Ebtekar | 9 august 2017                 |
| Iran                       | Vicepreședinte și Șef al Organizației pentru Moștenirea Culturală. Artizanat și Turism          | Ali Asghar Mounesan | 13 august 2017                |
| Iran                       | Vicepreședinte și Șef al Organizației pentru Energia Atomică                                    | Ali Akbar Salehi | 16 august 2013                |
| Iran                       | Vicepreședinte și Șef al Fundației pentru Afacerile Martirilor și Veteranilor                   | Mohammad-Ali Shahidi | 15 septembrie 2013            |
| Iran                       | Vicepreședinte și Șef al Organizației pentru Protecția Mediului                                 | Isa Kalantari | 13 august 2017                |
| Iran                       | Vicepreședinte și Șef al Organizației Administrative și de Recrutare                            | Jamshid Ansari | 2 august 2016                 |
| Kenya                      | Președinte adjunct                                                                              | William Ruto | 9 aprilie 2013                |
| Kiribati                   | Vicepreședinte                                                                                  | Kourabi Nenem | 13 martie 2016                |
| Laos                       | Vicepresedinte                                                                                  | Phankham Viphavan | 19 aprilie 2016               |
| Liberia                    | Vicepreședinți (succesivi)                                                                      | Jewel Taylor | 22 ianuarie 2018              |
| Liberia                    | Vicepreședinți (succesivi)                                                                      | Joseph Boakai | 16 ianuarie 2006              |
| Libia · (vezi și : §5)     | Vicepreședinte al Consiliului Prezidențial                                                      | funcție desființată | 18 iulie 2018                 |
| Libia · (vezi și : §5)     | Vicepreședinte al Consiliului Prezidențial                                                      | Fathi Al-Majbari , (corevendicator din 12 martie 2016 până în 18 iulie 2018)                                                        | 12 martie 2016                |
| Libia · (vezi și : §5)     | Vicepreședinte al Consiliului Prezidențial                                                      | Abdulsalam Kajman , (corevendicator ȋncepȃnd cu 12 martie 2016)                                                                     | 12 martie 2016                |
| Libia · (vezi și : §5)     | Vicepreședinte al Consiliului Prezidențial                                                      | Ahmed Maiteeq , (corevendicator ȋncepȃnd cu 12 martie 2016)                                                                         | 12 martie 2016                |
| Libia · (vezi și : §5)     | Vicepreședinte al Consiliului Prezidențial                                                      | Ali Faraj Qatrani , (corevendicator ȋncepȃnd cu 12 martie 2016)                                                                     | 12 martie 2016                |
| Malawi                     | Vicepreședinte                                                                                  | Saulos Chilima | 31 mai 2014                   |
| Maldive                    | Vicepreședinți (succesivi)                                                                      | Faisal Naseem | 17 noiembrie 2018             |
| Maldive                    | Vicepreședinți (succesivi)                                                                      | Abdulla Jihad | 22 iunie 2016                 |
| Mauritius                  | Vicepreședinte                                                                                  | Barlen Vyapoory | 29 martie 2016                |
| Micronezia                 | Vicepreședinte                                                                                  | Yosiwo George | 11 mai 2015                   |
| Namibia                    | Vicepreședinți (succesivi)                                                                      | Nangolo Mbumba | 12 februarie 2018             |
| Namibia                    | Vicepreședinți (succesivi)                                                                      | Nickey Iyambo | 21 martie 2015                |
| Nepal                      | Vicepresedinte                                                                                  | Nanda Kishor Pun | 31 octombrie 2015             |
| Nicaragua                  | Vicepreședintă                                                                                  | Rosario Murillo | 10 ianuarie 2017              |
| Nigeria                    | Vicepreședinte                                                                                  | Yemi Osinbajo | 29 mai 2015                   |
| Palau                      | Vicepreședinte                                                                                  | Raynold Oilouch | 19 ianuarie 2017              |
| Panama                     | Vicepreședintă                                                                                  | Isabel Saint Malo | 1 iulie 2014                  |
| Paraguay                   | Vicepreședinți (succesivi)                                                                      | Hugo Velázquez Moreno | 15 august 2018                |
| Paraguay                   | Vicepreședinți (succesivi)                                                                      | Alicia Pucheta | 9 mai 2018                    |
| Paraguay                   | Vicepreședinți (succesivi)                                                                      | funcție vacantă | 11 aprilie 2018               |
| Paraguay                   | Vicepreședinți (succesivi)                                                                      | Juan Afara | 15 august 2013                |
| Peru                       | Primul vicepreședinte (succesivi)                                                               | Mercedes Aráoz | 23 martie 2018                |
| Peru                       | Primul vicepreședinte (succesivi)                                                               | Martín Vizcarra | 28 iulie 2016                 |
| Peru                       | Al doilea vicepreședinte                                                                        | funcție vacantă | 23 martie 2018                |
| Peru                       | Al doilea vicepreședinte                                                                        | Mercedes Aráoz | 26 iulie 2016                 |
| Samoa                      | Membru în Consiliul Deputaților                                                                 | funcție vacantă | 21 iulie 2017                 |
| Samoa                      | Membru în Consiliul Deputaților                                                                 | funcție vacantă | 2 aprilie 2018                |
| Samoa                      | Membru în Consiliul Deputaților                                                                 | Tuiloma Pule Lameko | 28 ianuarie 2016              |
| Samoa                      | Membru în Consiliul Deputaților                                                                 | Le Mamea Ropati | 28 ianuarie 2016              |
| Seychelles                 | Vicepreședinte                                                                                  | Vincent Meriton | 28 octombrie 2016             |
| Sierra Leone               | Vicepreședinți (succesivi)                                                                      | Mohamed Juldeh Jalloh | 4 aprilie 2018                |
| Sierra Leone               | Vicepreședinți (succesivi)                                                                      | Victor Bockarie Foh | 19 martie 2015                |
| Siria · (vezi și : §5)     | Vicepreședintă                                                                                  | Najah al-Attar | 23 martie 2006                |
| Statele Unite ale Americii | Vicepreședinte                                                                                  | Mike Pence | 20 ianuarie 2017              |
| Sudan                      | Primul vicepresedinte                                                                           | Bakri Hassan Saleh | 8 decembrie 2013              |
| Sudan                      | Al doilea vicepresedinte (succesivi)                                                            | Osman Kebir | 10 septembrie 2018            |
| Sudan                      | Al doilea vicepresedinte (succesivi)                                                            | Hassabu Mohamed Abdalrahman | 7 decembrie 2013              |
| Sudanul de Sud             | Primul vicepreședinte                                                                           | Taban Deng Gai | 23 iulie 2016                 |
| Sudanul de Sud             | Vicepreședinte                                                                                  | James Wani Igga | 25 august 2013                |
| Surinam                    | Vicepreședinte                                                                                  | Ashwin Adhin | 1 februarie 2016              |
| Tanzania · (vezi și : §4)  | Vicepreședintă                                                                                  | Samia Suluhu | 5 noiembrie 2015              |
| Turcia                     | Vicepreședinte                                                                                  | Fuat Oktay | 9 iulie 2018                  |
| Uganda                     | Vicepresedinte                                                                                  | Edward Ssekandi | 24 mai 2011                   |
| Uruguay                    | Vicepreședintă                                                                                  | Lucía Topolansky | 13 septembrie 2017            |
| Venezuela                  | Vicepreședinți executivi (succesivi)                                                            | Delcy Rodríguezi | 14 iunie 2018                 |
| Venezuela                  | Vicepreședinți executivi (succesivi)                                                            | Tareck El Aissami | 4 ianuarie 2017               |
| Vietnam                    | Vicepreședintă                                                                                  | Đặng Thị Ngọc Thịnh | 8 aprilie 2016                |
| Yemen · (vezi și : §5)     | Vicepreședinte                                                                                  | Ali Mohsen al-Ahmar (corevendicator din 4 aprilie 2016 pȃnǎ ȋn 13 decembrie 2017)                                                   | 4 aprilie 2016                |
| Zambia                     | Vicepreședintă                                                                                  | Inonge Wina | 26 ianuarie 2015              |
| Zimbabwe                   | Prim vicepreședinte                                                                             | Constantino Chiwenga | 28 decembrie 2017             |
| Zimbabwe                   | Al doilea vicepreședinte                                                                        | Kembo Mohadi | 28 decembrie 2017             |

## State independente recunoscute parțial
| Statul și statutul | Separat din | Funcția        | Numele         | Începând cu        |
| ------------------ | ----------- | -------------- | -------------- | ------------------ |
| Abhazia            | Georgia     | Vicepreședinte | vacant         | 22 august 2018     |
| Abhazia            | Georgia     | Vicepreședinte | Vitali Gabnia  | 25 septembrie 2014 |
| Taiwan             | China       | Vicepreședinte | Chen Chien-jen | 20 mai 2016        |

## State independente nerecunoscute
| Statul și statutul | Separat din | Funcția        | Numele             | Începând cu   |
| ------------------ | ----------- | -------------- | ------------------ | ------------- |
| Somaliland         | Somalia     | Vicepreședinte | Abdirahman Saylici | 27 iulie 2010 |

## Teritorii nesuverane
| Teritoriu              | Suveranitate      | Funcția                  | Numele                             | Începând cu       |
| ---------------------- | ----------------- | ------------------------ | ---------------------------------- | ----------------- |
| Bougainville, Insulele | Papua Noua Guinee | Vicepreședinte           | Raymond Masono                     | 22 februarie 2017 |
| , Galmudug             | Somalia           | Vicepreședinte           | Mohamed Hashi Abdi                 | 4 iulie 2015      |
| Hirshabeelle           | Somalia           | Vicepreședinte           | Ali Abdullahi Hussein              | octombrie 2016    |
| Jubaland               | Somalia           | Prim vicepreședinte      | Mahmoud Sayid Adan                 | 15 mai 2016       |
| Jubaland               | Somalia           | Al doilea vicepreședinte | Abdulkadir Haji Mohamed Luga-Dhere | 16 august 2015 ?  |
| Kurdistanul Irakian    | Irak              | Vicepreședinte           | funcție vacantă                    | 1 noiembrie 2017  |
| Puntland               | Somalia           | Vicepreședinte           | Abdihakim Amey                     | 8 ianuarie 2014   |
| Zanzibar, Arhipelagul  | Tanzania          | Vicepreședinte           | Seif Sharif Hamad                  | 9 noiembrie 2010  |
| Zanzibar, Arhipelagul  | Tanzania          | Vicepreședinte           | Seif Ali Iddi                      | noiembrie 2010    |

## Guverne în exil și / sau alterantive
| Teritoriu | Suveranitate și statut                                                     | Funcția                                                                                            | Numele                                                   | Începând cu       |
| --- | -------------------------------------------------------------------------- | -------------------------------------------------------------------------------------------------- | -------------------------------------------------------- | ----------------- |
| Republica Autonemă Abhazia                                                                                    | Georgia · Abhazia · Guvernul Republicii Autoneme Abhazia                   | Președinte adjunct al Consliului Suprem                                                            | Tamaz Khubua                                             | aprilie 2009      |
| Khatumo | Somalia · (Stat autonom nerecunoscut în cadrul Somaliei)                   | Vicepreședinte                                                                                     | Mahomed Caano Nuug                                       | august? 2017      |
| Guvernul provizoriu al Libiei                                                                                 | Libia · (Guvern alternativ instituit de Camera Reprezentanților din Libia) | Președinte Adjunct al Camerei Reprezentanțlor                                                      | Imhemed Shaib , (corevendicator ȋncepȃnd cu august 2014) | 5 august 2014     |
| Guvernul provizoriu al Libiei                                                                                 | Libia · (Guvern alternativ instituit de Camera Reprezentanților din Libia) | Președinte Adjunct al Camerei Reprezentanțlor                                                      | Ahmed Huma , (corevendicator ȋncepȃnd cu august 2014)    | 5 august 2014     |
| Guvernul Interimar al Siriei                                                                                  | Siria · (Guvern alternativ al opoziției siriene)                           | Vicepreședinți ai Coaliției Naționale a Forțelor de Opoziție și a Revoluției din Siria (succesivi) | Abdul Basset Hamou                                       | 6 mai 2018        |
| Guvernul Interimar al Siriei                                                                                  | Siria · (Guvern alternativ al opoziției siriene)                           | Vicepreședinți ai Coaliției Naționale a Forțelor de Opoziție și a Revoluției din Siria (succesivi) | Abdulrahman Mustafa                                      | 5 mai 2017        |
| Guvernul Interimar al Siriei                                                                                  | Siria · (Guvern alternativ al opoziției siriene)                           | Vicepreședinți ai Coaliției Naționale a Forțelor de Opoziție și a Revoluției din Siria (succesivi) | Badr Jamous                                              | 6 mai 2018        |
| Guvernul Interimar al Siriei                                                                                  | Siria · (Guvern alternativ al opoziției siriene)                           | Vicepreședinți ai Coaliției Naționale a Forțelor de Opoziție și a Revoluției din Siria (succesivi) | Salwa Ktaw                                               | 5 mai 2017        |
| Guvernul Interimar al Siriei                                                                                  | Siria · (Guvern alternativ al opoziției siriene)                           | Vicepreședintă a Coaliției Naționale a Forțelor de Opoziție și a Revoluției din Siria              | Dima Moussa                                              | 6 mai 2018        |
| Guvernul Interimar al Siriei                                                                                  | Siria · (Guvern alternativ al opoziției siriene)                           | Vicepreședintă a Coaliției Naționale a Forțelor de Opoziție și a Revoluției din Siria              | vacant                                                   | 5 mai 2017        |
| Guvernul Salvǎrii Naționale al Yemenului                                                                      | Yemen · (Guvern alternativ al Consiliului Politic Suprem)                  | Președinte adjunct al Consiliului Politic Suprem                                                   | funcție vacantă?                                         | 13 decembrie 2017 |
| [[[Image: Official_southern_transitional_council_logo.png\|20px]] Consiliul de Trnaziție al Sudului Yemenului | Yemen · Guvernul Consiliului de Tranaziție al Sudului Yemenului            | Vicepreședinte al Comisiei Prezidențiale                                                           | Hani Bin Breiki                                          | 11 mai 2017       |